# Valeur temps de l'argent

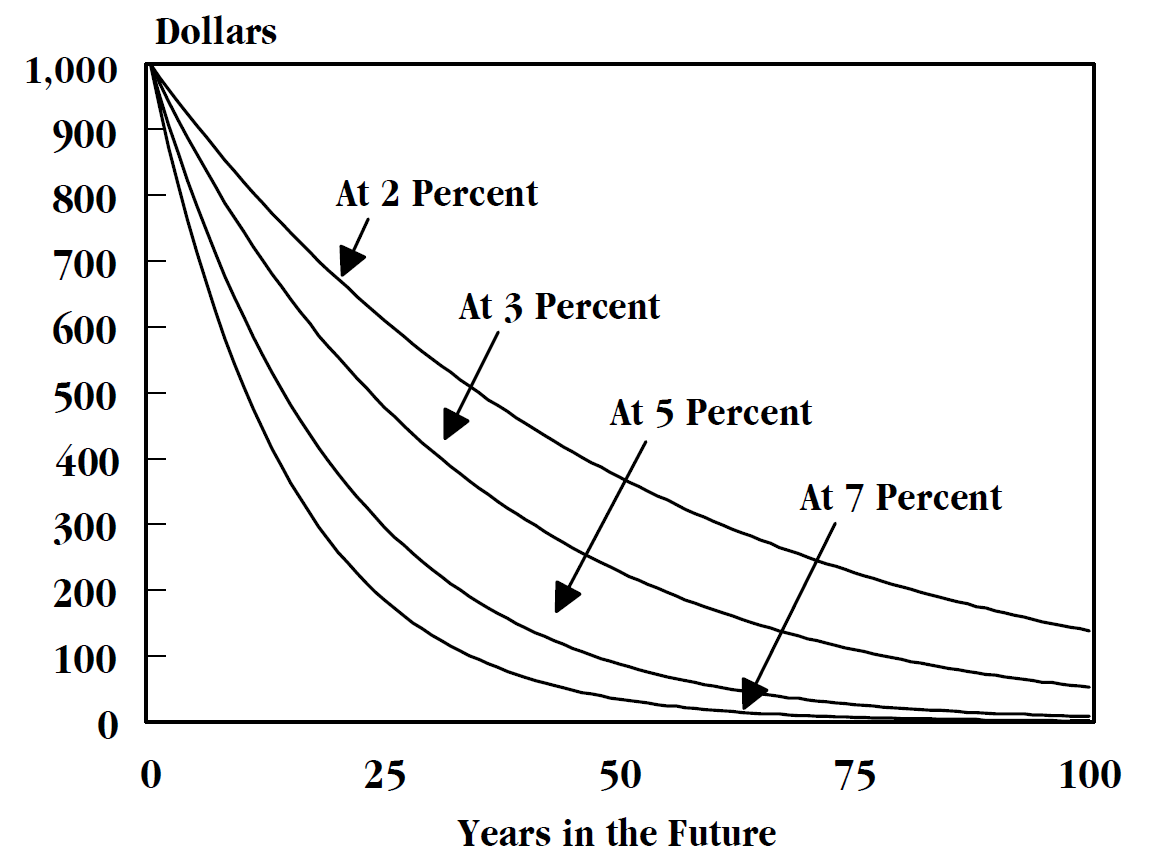
La valeur actuelle de 1 000 $, 100 ans dans le futur. Les courbes représentent des taux d'actualisation constants de 2 %, 3 %, 5 % et 7 %.

La valeur temps de l'argent ou valeur temporelle de l'argent est un concept en finance qui veut qu'un montant d'argent reçu ou émis plus tôt vaut davantage qu'un même montant reçu ou émis plus tard. C'est sur la valeur temps de l'argent que s’appuient plusieurs concepts fondamentaux de la finance, notamment l'actualisation et l'intérêt. 
La valeur temps de l'argent est l'un des facteurs considérés dans le calcul du coût d'opportunité à savoir s'il est préférable de dépenser, d'épargner ou d'investir un montant. Le concept est également présenté comme l'une des justifications de la perception de l'intérêt comme compensation au prêteur pour la perte de leur usage de leur argent. 

## Calcul de l'intérêt
(avril 2014).
Un euro aujourd'hui peut être placé à un certain taux d'intérêt, et il deviendra donc plus qu'un euro demain. 
- Si cet euro est placé à intérêt simple, il accumulera le même intérêt à chaque période. Par exemple, 1 euro placé à un intérêt simple de 5 % annuel générera 5 centimes d'intérêt dans un an, 5 centimes dans 2 ans, etc.
- Si cet euro est placé à intérêt composé, les intérêts vont eux-mêmes générer des intérêts futurs. C'est le principe de la capitalisation. Dans notre exemple, 1 euro placé à un intérêt composé de 5 % annuel générera 5 centimes d'intérêt dans un an, puis ce total (1,05 euro) générera un intérêt de 5,25 centimes l'année suivante, et ce total (1 + 0,05 + 0,0525) générera un intérêt de 5,51 centimes l'année qui suivra, etc.

On peut à cela ajouter l'effet de l'inflation, qui fait continuellement diminuer la valeur de l'argent.
De la même manière qu'un euro aujourd'hui vaut plus qu'un euro demain, un euro perçu dans un an aura une valeur actuelle inférieure. L'actualisation (exprimer des euros futurs en euros actuels) est l'inverse de la capitalisation (exprimer des euros actuels en euros futurs).